# Bundestagswahlkreis Bruchsal – Schwetzingen
Der Wahlkreis Bruchsal – Schwetzingen (2005: Wahlkreis 279, 2009 bis 2017: Wahlkreis 278) ist ein Bundestagswahlkreis in Baden-Württemberg.

## Wahlkreis
Der Wahlkreis umfasst den nördlichen Teil des Landkreises Karlsruhe mit den Gemeinden Bad Schönborn, Bruchsal, Forst, Hambrücken, Karlsdorf-Neuthard, Kronau, Oberhausen-Rheinhausen, Östringen, Philippsburg, Ubstadt-Weiher und Waghäusel sowie die Gemeinden Altlußheim, Brühl, Hockenheim, Ketsch, Neulußheim, Oftersheim, Plankstadt, Reilingen und Schwetzingen aus dem Rhein-Neckar-Kreis. Der Wahlkreis wurde zur Bundestagswahl 2002 neu gebildet. Seine Gemeinden gehörten vorher zu den Wahlkreisen Karlsruhe-Land und Heidelberg.
Bei der letzten Bundestagswahl waren 195.755 Einwohner wahlberechtigt.
Erstmals in Baden-Württemberg wurde in Bruchsal-Schwetzingen der SPD-Kandidat für die Bundestagswahl 2013 durch eine Mitgliederbefragung gewählt. Diese konnte Daniel Born mit 59,6 % für sich entscheiden.

## Wahlkreisabgeordnete
| Wahl | Abgeordneter | Abgeordneter | Partei | Stimmen in % |
| ---- | ------------ | ------------ | ------ | ------------ |
| 2002 |              | Olav Gutting | CDU    |              |
| 2005 |              | Olav Gutting | CDU    |              |
| 2009 | 46,9         | Olav Gutting | CDU    |              |
| 2013 | 51,8         | Olav Gutting | CDU    |              |
| 2017 | 41,5         | Olav Gutting | CDU    |              |
| 2021 | 29,6         | Olav Gutting | CDU    |              |
| 2025 | 36,1         | Olav Gutting | CDU    |              |

## Wahlergebnisse

### Bundestagswahl 2025
| Kandidaten                                            | Kandidaten                        | Parteien/Listen     | Erststimmen | Erststimmen | Zweitstimmen | Zweitstimmen |
| Kandidaten                                            | Kandidaten                        | Parteien/Listen     | Stimmen     | %           | Stimmen      | %            |
| ----------------------------------------------------- | --------------------------------- | ------------------- | ----------- | ----------- | ------------ | ------------ |
|                                                       | Olav Steffen Guttinggewählt im WK | CDU                 | 57.953      | 36,1        | 51.746       | 32,1         |
|                                                       | Nezaket Yildirim                  | SPD                 | 26.193      | 16,3        | 23.130       | 14,4         |
|                                                       | Thomas Rink                       | GRÜNE               | 17.222      | 10,7        | 17.612       | 10,9         |
|                                                       | Christian Michael Melchior        | FDP                 | 6.690       | 4,2         | 8.450        | 5,2          |
|                                                       | Tobias Dammert                    | AfD                 | 35.699      | 22,2        | 36.132       | 22,4         |
|                                                       | Mara Zeltmann                     | LINKE               | 8.289       | 5,2         | 9.271        | 5,8          |
|                                                       | –                                 | dieBasis            | –           | –           | 497          | 0,3          |
|                                                       | Alexander Geyer                   | FREIE WÄHLER        | 5.664       | 3,5         | 2.544        | 1,6          |
|                                                       | –                                 | Tierschutzpartei    | –           | –           | 2.048        | 1,3          |
|                                                       | –                                 | Die PARTEI          | –           | –           | 797          | 0,5          |
|                                                       | Elisa Jelena Hippert              | Volt                | 2.759       | 1,7         | 1.258        | 0,8          |
|                                                       | –                                 | ÖDP                 | –           | –           | 218          | 0,1          |
|                                                       | –                                 | Bündnis C           | –           | –           | 182          | 0,1          |
|                                                       | –                                 | MLPD                | –           | –           | 35           | 0,0          |
|                                                       | –                                 | BÜNDNIS DEUTSCHLAND | –           | –           | 208          | 0,1          |
|                                                       | –                                 | BSW                 | –           | –           | 7.009        | 4,3          |
| Gesamt                                                | Gesamt                            | Gesamt              | 160.469     | 100         | 161.137      | 100          |
|                                                       |                                   |                     |             |             |              |              |
| Ungültige Stimmen                                     | Ungültige Stimmen                 | Ungültige Stimmen   | 1.641       | 1,0         | 973          | 0,6          |
| Wähler                                                | Wähler                            | Wähler              | 162.110     | 83,5        | 162.110      | 83,5         |
| Wahlberechtigte                                       | Wahlberechtigte                   | Wahlberechtigte     | 194.214     |             | 194.214      |              |
|                                                       |                                   |                     |             |             |              |              |
| Quellen: Die Bundeswahlleiterin, Kandidaten – Stimmen |                                   |                     |             |             |              |              |

### Bundestagswahl 2021
Zur Bundestagswahl am 26. September 2021 sind die folgende Kandidierenden angetreten. Olav Gutting gewann die Wahl.
| Direktkandidat       | Partei                                | Erststimmen in % | Zweitstimmen in % |
| -------------------- | ------------------------------------- | ---------------- | ----------------- |
| Olav Gutting         | CDU                                   | 29,6             | 25,8              |
| Nezaket Yildirim     | SPD                                   | 21,9             | 22,8              |
| Nicole-Annette Heger | Bündnis 90/Die Grünen                 | 14,7             | 13,8              |
| Christopher Gohl     | FDP                                   | 11,7             | 14,6              |
| Ruth Rickersfeld     | AfD                                   | 11,6             | 11,6              |
| Alena Schmitt        | Die Linke                             | 2,6              | 2,7               |
| —                    | Tierschutzpartei                      | —                | 1,8               |
| Gerd Wolf            | Die Partei                            | 1,7              | 1,0               |
| Alexander Geyer      | FREIE WÄHLER                          | 3,4              | 2,2               |
| —                    | PIRATEN                               | —                | 0,3               |
| —                    | ÖDP                                   | —                | 0,1               |
| —                    | NPD                                   | —                | 0,1               |
| —                    | DiB                                   | —                | 0,1               |
| —                    | MLPD                                  |                  | 0,0               |
| —                    | DKP                                   | —                | 0,0               |
| Frank Theis          | dieBasis                              | 1,9              | 1,6               |
| —                    | Bündnis C                             | —                | 0,1               |
| —                    | BÜRGERBEWEGUNG                        | —                | 0,1               |
| —                    | BÜNDNIS21                             | —                | 0,0               |
| —                    | LKR                                   | —                | 0,0               |
| —                    | Die Humanisten                        | —                | 0,1               |
| —                    | Gesundheitsforschung                  | —                | 0,2               |
| —                    | Team Todenhöfer                       | —                | 0,5               |
| —                    | Volt                                  | —                | 0,4               |
| Jonas James Fritsch  | Einzelbewerber (Die Zukunft am Start) | 0,9              | —                 |

### Bundestagswahl 2017
Zur Bundestagswahl am 24. September 2017 kandidieren die folgenden Direktkandidaten:
| Direktkandidat      | Partei           | Erststimmen in % | Zweitstimmen in % |
| ------------------- | ---------------- | ---------------- | ----------------- |
| Olav Gutting        | CDU              | 41,5             | 34,8              |
| Nezaket Yildirim    | SPD              | 19,5             | 17,4              |
| Danyal Bayaz        | GRÜNE            | 8,3              | 10,2              |
| Hendrik Tzschaschel | FDP              | 6,7              | 11,9              |
| Dieter Amann        | AfD              | 14,4             | 14,9              |
| Werner Zieger       | DIE LINKE        | 4,6              | 5,7               |
| Nicola Zimmermann   | Tierschutzpartei | 2,0              | 1,3               |
| Marianne Schammert  | FREIE WÄHLER     | 1,9              | 1,1               |
| Reinhard Schätz     | DIE RECHTE       | 0,2              | 0,1               |
| Victor Gogröf       | Die PARTEI       | 1,0              | 0,8               |
| Michael Dachner     | Einzelbewerber   | 0,1              | —                 |

### Bundestagswahl 2013
| Direktkandidat    | Partei              | Erststimmen in % | Zweitstimmen in % |
| ----------------- | ------------------- | ---------------- | ----------------- |
| Olav Gutting      | CDU                 | 51,8             | 46,6              |
| Daniel Born       | SPD                 | 24,7             | 21,6              |
| Lucia Biedermann  | FDP                 | 2,8              | 5,7               |
| Alexander Geiger  | GRÜNE               | 6,8              | 8,2               |
| Heinrich Stürtz   | DIE LINKE           | 3,7              | 4,4               |
| Harry Botzenhardt | PIRATEN             | 2,4              | 2,5               |
| Jörg Scheibler    | NPD                 | 1,2              | 1,1               |
| Timo Weih         | REP                 | 0,9              | 0,7               |
| —                 | Tierschutzpartei    | —                | 1,0               |
| —                 | ÖDP                 | —                | 0,2               |
| —                 | PBC                 | —                | 0,1               |
| —                 | Volksabstimmung     | —                | 0,2               |
| —                 | MLPD                | —                | 0,0               |
| —                 | BüSo                | —                | 0,0               |
| Klaus Voigtmann   | AfD                 | 4,4              | 6,1               |
| —                 | BIG                 | —                | 0,1               |
| —                 | pro Deutschland     | —                | 0,1               |
| Sven Nitsche      | FREIE WÄHLER        | 1,3              | 1,0               |
| —                 | PARTEI DER VERNUNFT | —                | 0,1               |
| —                 | RENTNER             | —                | 0,3               |

### Bundestagswahl 2009
| Direktkandidat  | Partei                | Erststimmen in % | Zweitstimmen in % | Bundestagswahl 2005 Zweitstimmen in % |
| --------------- | --------------------- | ---------------- | ----------------- | ------------------------------------- |
| Olav Gutting    | CDU                   | 46,9             | 36,0              | 40,8                                  |
| Werner Henn     | SPD                   | 23,6             | 20,1              | 31,0                                  |
| Christian Köpp  | Bündnis 90/Die Grünen | 8,8              | 10,1              | 7,6                                   |
| Steffen Schöps  | FDP                   | 11,4             | 19,2              | 11,8                                  |
| —               | REP                   | —                | 1,2               | 1,2                                   |
| Heinrich Stürtz | Die Linke.            | 7,2              | 7,7               | 4,1                                   |
| —               | PBC                   | —                | 0,3               | 0,3                                   |
| Karl Däschner   | NPD                   | 2,1              | 1,3               | 1,5                                   |
| —               | PIRATEN               | —                | 2,1               | —                                     |
| —               | BüSo                  | —                | 0,1               | 0,1                                   |
| —               | ödp                   | —                | 0,3               | —                                     |
| —               | MLPD                  | —                | 0,0               | 0,1                                   |
| —               | Volksabstimmung       | —                | 0,3               | —                                     |
| —               | Die Tierschutzpartei  | —                | 0,9               | —                                     |
| —               | DIE VIOLETTEN         | —                | 0,2               | —                                     |
| —               | DVU                   | —                | 0,1               | —                                     |